# Luigi Cremona
Luigi Cremona (Pavia, 7. prosinca 1830. – Rim, 10. lipnja 1903.), talijanski matematičar i statičar. Sveučilišni profesor u Bologni i Rimu, gdje je osnovao katedru deskriptivne geometrije i grafičke statike. Cremonin plan sila je grafički postupak za određivanje sila u štapovima rešetkastih nosača sastavljenih od sustava trokuta, na primjer kod mostova, krovova i dizala.

## Životopis
Nakon što je završio obrazovanje u rodnom gradu 1848., Cremona se pridružio Bataljonu za slobodnu Italiju u borbi protiv austrijskih vlasti i sudjelovao u obrani Venecije, koja je završila kapitulacijom 24. kolovoza 1849. Iste je godine započeo studij građevinarstva na Sveučilištu u Paviji. Diplomirao je s doktorskim stupnjem 1860. Nakon niza nastavničkih zaposlenja u Paviji, Cremoni i Milanu, Cremona je postao profesor Sveučilišta u Bologni 1860. Nakon toga bio je nastavnik više geometrije na Milanskoj politehničkoj školi (od 1867. do 1873.). U tom je razdoblju razvio matematičke osnove svoje grafičke statike utemeljene na Maxwellovu načelu dualnosti (tal. Le figure reciproche nella Statica Grafica). Cremonina je grafička statika ubrzo prihvaćena u nastavi teorije konstrukcije i u inženjerskoj praksi. Zajedno s Culmannom i Maxwellom, Cremona je utemeljitelj grafičke statike obogaćene projektivnom geometrijom. Godine 1873. ministar Sella je imenovao Cremonu rektorom, osnivačem novoutemeljenoga Sveučilišta u Rimu, gdje je predavao grafostatiku do 1877. Potom je bio profesor matematike na Sveučilištu u Rimu do smrti. Pridružio se Senatu 1879., te je bio jedan od najpoštovanijih članova Sveučilišta u Berlinu, Stockholmu i Oxfordu, među ostalima, počastili su ga počasnim doktorom za pionirski rad u nacrtnoj geometriji. 

## Cremonin plan sila
Bilo koja građevina čiji se proračun vrši pomoću Cremonine metode i pripadajući plan sila, gleda se kao projekcija dvaju poliedara, čiji bridovi odgovaraju međusobno kao dva recipročna elementa nulsistema. Metoda koja proizlazi iz tog promatranja je toliko jednostavna, da se bez znanja od kuda je izvedena može shvatiti i primijeniti. Prvo se iz zadanih sila dobiju sve vanjske, uravnotežene sile poligona i to tako da se slažu jedna do druge kako slijede opseg tog sistema. Zatim se iz njih, pomoću daljnjeg rastavljanja sila, dobiju sile u štapovima. Pri tome se uvijek počinje u jednom dijelu sistema ili točnije u čvoru, u kojem se osi štapa sijeku i tako tvore za svaki čvor zatvoreni poligon, čije strane, koje se dodiruju u toj točki predstavljaju te sile koje su se prije izračunale. Ti planovi sila su najjasniji i najjednostavniji kada se kod izrade pazi da svaka zatezna sila prolazi kroz točku razdvajanja dvaju vanjskih sila, koje se vežu na kraj zateznog štapa. U tom slučaju svakom trokutnom polju odgovara jedna točka u planu sila, kroz koji prolaze te tri dotične sile, ili svakom čvoru sistema pripada zatvoreni poligon, u planu sila koji se sastoji od sila koje se sudaraju u tom čvoru. Ako se poštuje to pravilo svaka sila se u planu sila pojavljuje samo jednom i paralelno je pomicanje sila nepotrebno. 
To se pravilo samo primjenjuje kada se građevina sastoji od poredanih trokuta. Ako taj uvjet nije ispunjen, gubi se recipročna veza između dviju figura, te je potrebno paralelno pomicanje sila u planu sila, to jest, treba dvaput prikazati silu kako bi se dobili uravnoteženi poligoni. Iz smjera vanjskih sila može se odrediti smjer unutarnjih sila. U tu se svrhu promatra svaka vanjska sila kao rezultirajuća sila onih sila koje izlaze iz čvora ili se, što je preglednije, nacrtaju strelice tako da u svakom čvoru nastane uravnotežen sustav. Te sile štapa nemaju određeni smjer nego djeluju u suprotnim smjerovima, ovisno koju se završnu točku gleda kao točka slaganja sila. Stoga, u planu sila, svaka unutarnja sila dobiva dvije strelice. Prenesu li se te strelice u mrežu plana toga sustava, i to u blizinu dotičnog čvora, tada se štapovi čije strelice su suprotno orijentirane u odnosu na završnu točku štapa, zovu vlačno opterećeni štapovi, a štapovi, čije su strelice orijentirane tako da djeluju prema završnoj točki štapa, zovu se tlačno opterećeni štapovi.